# За родината
„За родината“ е български игрален филм от 1939 година, по сценарий и режисура на Борис Грежов. Оператор е Стефан Петров. Музиката във филма е композирана от Никола Цонев.

## Актьорски състав
- Димитър Керанов – Огнян
- Владимир Трендафилов – Офицерът пред паметните плочи
- Симеон Симеонов – Стефан
- Лиляна Топалова – Ружа
- Весела Балтанджиева – Станка
- Иван Чаракчиев – Калфата Кънчо
- Стефан Киров – Поручик Панчев
- Димитър Енгьозов
- Георги Томалевски
- Борис Гарев
- Сотир Спанчев
- Антон Антонов
- Христо Николов
- Димитър Манолов
- Георги Христов